# Mi-Sex
 (mars 2018).
Si vous disposez d'ouvrages ou d'articles de référence ou si vous connaissez des sites web de qualité traitant du thème abordé ici, merci de compléter l'article en donnant les références utiles à sa vérifiabilité et en les liant à la section « Notes et références ».
Mi-Sex est un groupe néo-zélandais de rock formé en 1978 puis dissout en 1985, avant d'être reformé une première fois en 2011 puis en 2014.
Le groupe est célèbre pour son tube Computer Games, paru en 1979.

## Histoire
Mi-Sex (également appelé MiSex) est un groupe de rock néo-zélandais qui était à l'origine actif de 1977 à 1986. Dirigé par Steve Gilpin comme chanteur, Kevin Stanton comme guitariste et compositeur et Don Martin comme bassiste.  Ils ont fourni les dix meilleurs singles, "Computer Games" en octobre 1979 (n ° 1 en Australie, n ° 5 en Nouvelle-Zélande) et "People" en 1980 (n ° 6 et n ° 3, respectivement).  Leurs deux premiers albums ont tous deux atteint le top 10 néo-zélandais, Graffiti Crimes (juillet 1979) et Space Race (n ° 1, juin 1980).  Ils étaient connus pour leur production de pointe et leurs spectacles dynamiques.  Gilpin est décédé en janvier 1992, deux mois après un grave accident de voiture dont il ne s'est jamais remis.  Mi-Sex s'est périodiquement réformé, y compris en 2011 avec Steve Balbi (ex-Noiseworks) au chant.  Stanton est décédé le 17 mai 2017 [1].

## Discographie

### Albums studios
- 1979 : Graffiti Crimes
- 1980 : Space Race
- 1981 : Shanghaied!
- 1983 : Where Do They Go?
- 2016 : Not from Here